# 보비 브라운 (분장사)
보비 브라운(Bobbi Brown, 1957년 4월 14일 ~ )은 미국의 분장사로 바비 브라운 코스메틱스(Bobbi Brown Cosmetics)의 창립자다.